# Egesina rigida
Egesina rigida là một loài bọ cánh cứng trong họ Cerambycidae.